# Krzysztof Rappe
Krzysztof Rappe (zm. 1716) – generał polski.
W 1692 r. Krzysztof Rappe obsadził załogą zamek i miasto Soroki. W tym czasie zamek został poważnie zmodernizowany: wzmocniono mury, zbudowano kazamaty, wykopano fosy i zachowaną do dziś na dziedzińcu głęboką studnię, mającą zapewnić wodę w czasie najdłuższego nawet oblężenia. Tak przygotowana twierdza była w stanie wytrzymać sześciotygodniowe oblężenie wojsk tureckich w 1699 r. Polacy opuścili ją dopiero na mocy postanowień pokoju karłowickiego z tego samego roku.
Później Krzysztof Rappe był komendantem twierdzy w Kamieńcu Podolskim. W Bibliotece Czartoryskich odszukano 62 jego listy z okresu 1710–1716.